# Anna Rossinelli
Anna Rossinelli (Bazel, 20 april 1987) is een Zwitserse zangeres.

## Biografie
Rossinelli mocht Zwitserland vertegenwoordigen op het Eurovisiesongfestival 2011 in Düsseldorf, Duitsland. Het nummer waarmee ze naar Duitsland trok, was In love for a while. Op 11 december 2010 won ze Die grosse Entscheidungs Show, waarmee ze het ticket voor Düsseldorf bemachtigde. In Düsseldorf wist ze zich te plaatsen voor de finale, waarin ze op de laatste plaats eindigde.
Vanaf haar zestiende tot haar negentiende studeerde ze aan de Jazzschool van Basel. Haar eerste podiumervaring beleefde ze op haar dertiende. Op haar veertiende stichtte ze een eigen a capellagroepje en werd ze lid van een rock-popband. Sedertdien zong ze in verschillende groepjes. Tegenwoordig zingt ze ook bij het pop-soultrio Anne Claire.
In het voorjaar van 2020 is Rossinelli te zien als coach in The Voice of Switzerland.
1956: Lys Assia + Lys Assia · 
1957: Lys Assia · 
1958: Lys Assia · 
1959: Christa Williams · 
1960: Anita Traversi · 
1961: Franca di Rienzo · 
1962: Jean Philippe · 
1963: Esther Ofarim · 
1964: Anita Traversi · 
1965: Yovanna · 
1966: Madeleine Pascal · 
1967: Géraldine · 
1968: Gianni Mascolo · 
1969: Paola · 
1970: Henri Dès · 
1971: Peter, Sue & Marc · 
1972: Véronique Müller · 
1973: Patrick Juvet · 
1974: Piera Martell · 
1975: Simone Drexel · 
1976: Peter, Sue & Marc · 
1977: Pepe Lienhard Band · 
1978: Carole Vinci · 
1979: Peter, Sue & Marc & Pfuri, Gorps & Kniri · 
1980: Paola · 
1981: Peter, Sue & Marc · 
1982: Arlette Zola · 
1983: Mariella Farré · 
1984: Rainy Day · 
1985: Mariella Farré & Pino Gasparini · 
1986: Daniela Simmons · 
1987: Carol Rich · 
1988: Céline Dion · 
1989: Furbaz · 
1990: Egon Egemann · 
1991: Sandra Simó · 
1992: Daisy Auvray · 
1993: Annie Cotton · 
1994: Duilio · 
1996: Kathy Leander · 
1997: Barbara Berta · 
1998: Gunvor · 
2000: Jane Bogaert · 
2002: Francine Jordi · 
2004: Piero Esteriore & The MusicStars · 
2005: Vanilla Ninja · 
2006: Six4one · 
2007: DJ BoBo · 
2008: Paolo Meneguzzi · 
2009: Lovebugs · 
2010: Michael von der Heide · 
2011: Anna Rossinelli · 
2012: Sinplus · 
2013: Takasa · 
2014: Sebalter · 
2015: Mélanie René · 
2016: Rykka · 
2017: Timebelle · 
2018: ZiBBZ · 
2019: Luca Hänni · 
2021: Gjon's Tears · 
2022: Marius Bear · 
2023: Remo Forrer · 
2024: Nemo · 
2025: Zoë Më
- Gemeinsame Normdatei: 1179195140
- MusicBrainz: 15eff7ce-a3d1-4ed9-ba31-5dde8e9034aa
- Réseau des bibliothèques de Suisse occidentale: 02-A024544368
- Virtual International Authority File: 2208155191925382440005
- WorldCat: E39PBJyxhc7qMGDPvhpvd8mPQq